# إدوين ريتشاردز
إدوين ريتشاردز (بالإنجليزية: Edwin Richards)‏ هو راكب الكنو نيوزيلندي، ولد في 15 يونيو 1957.

## وصلات خارجية
- ادوين ريتشاردز على موقع أوليمبيديا (الإنجليزية)